# Berny-en-Santerre
Berny-en-Santerre település Franciaországban, Somme megyében. Lakosainak száma 151 fő (2022. január 1.). Berny-en-Santerre Ablaincourt-Pressoir, Belloy-en-Santerre, Estrées-Deniécourt, Fresnes-Mazancourt és Villers-Carbonnel községekkel határos.

## Népesség
A település népességének változása:
| Lakosok száma | 154  | 155  | 158  | 154  | 153  | 152  | 151  | 150  | 151  |
|               | 2013 | 2015 | 2016 | 2017 | 2018 | 2019 | 2020 | 2021 | 2022 |